# ديفيد ألدريش
ديفيد ألدريش (بالإنجليزية: David Aldrich) هو رسام وفنان أمريكي، ولد في 4 نوفمبر 1907، وتوفي في 13 سبتمبر 2002.